# Hercynia (Studentenverbindung)
Hercynia [hɛɐˈt͡syːnia] steht für Harz (Mittelgebirge) und ist Namensbestandteil folgender Studentenverbindungen.

## Liste

### Corps
- Corps Teutonia-Hercynia Braunschweig (WSC)
- Corps Hercynia Clausthal (WSC)
- Corps Hercynia Göttingen (1876–1935, KSCV)
- Corps Hercynia München, siehe Corps Arminia München#Hercynia (KSCV)
- Corps Hercynia Tharandt (1932–1935, KSCV)
- Corps Teutonia-Hercynia Göttingen

### Christliche Verbindung
- KDStV Hercynia Freiburg im Breisgau (CV)
- SBV Hercynia Heidelberg (SB)
- Theologengesellschaft Herzynia, siehe Konviktsverbindungen in Tübingen#Herzynia

### Landsmannschaft
- Landsmannschaft Hercynia Ilmenau, bis 2013 in Paderborn
- Landsmannschaft Hercynia Mainz (CC)
- Alte Prager Landsmannschaft Hercynia, Frankfurt am Main (CC)